# پتر زلنکا (قاتل سریالی)
پتر زلنکا (انگلیسی: Petr Zelenka؛ زادهٔ ۲۷ فوریهٔ ۱۹۷۶) پرستار و قاتل زنجیره‌ای اهل کشور جمهوری چک است. زلنکا، پرستاری در هاولیچکوو برود، در ۱۰۰ کیلومتری جنوب شرقی پراگ، هفت بیمار را با تزریق کشنده به قتل رساند و تلاش کرد ۱۰ نفر دیگر را بین ماه مه و دسامبر ۲۰۰۶ بکشد. او در فوریه ۲۰۰۸ مجرم شناخته شد و به حبس ابد محکوم شد.